# Ида фон Арнсберг
Ида фон Арнсберг или Юта (на немски: Ida von Arnsberg, Jutta von Arnsberg) от род Дом Верл е графиня, наследничка на Графство Арнсберг-Верл.

## Биография
Родена е около 1103 година в Арнсберг. Тя е единственото дете на граф Фридрих I фон Арнсберг (1075 – 1124) и съпругата му Аделхайд фон Лимбург (1090 – 1146), дъщеря на херцог Хайнрих I фон Лимбург от Долна Лотарингия.
Ида се омъжва ок. 1120 г. за граф Готфрид фон Капенберг († 1127). Бракът е бездетен. Близо до манастир Капенберг нейният съпруг основава женски манастир, в който влизат по негова заповед Ида и сестрите му. Ида влиза в премонстрантския орден.
След смъртта му Ида се омъжва сл. 13 януари 1127 г. (1129) г. втори път за Готфрид фон Куик († сл. 1168), бургграф на Утрехт, син на граф Хайнрих I фон Куик. През 1132 г. Готфрид фон Куик става граф на Верл-Арнсберг. Тя основава с него новата линия на графовете фон Арнсберг-Куик.
Умира след 1154/1155 година.

## Деца
Ида има с втория си съпруг Готфрид фон Куик шест деца:
- Хайнрих I (1128 – 1200), граф на Арнсберг (1154 – 1185)
- Алверада (1160 – 1230), наследничка на холандския Малсен, омъжена за граф Ото I фон Бентхайм-Холанд (1140/1145 – 1208)
- Аделхайд († сл. 1200), наследничка на Алтена, омъжена за граф Еберхард I фон Берг-Алтена (1150 – 1180)
- Юта, абатиса в манастир Херфорд 1146/1155
- дъщеря, омъжена пр. 1217 г. за граф за граф Херман II фон Вирнебург (* пр. 1157; † сл. 1192)
- Фридрих II († 1164/1165)